# 147-й гвардейский истребительный авиационный полк ПВО
147-й гвардейский истребительный авиационный полк ПВО (147-й гв. иап ПВО) — воинская часть Военно-воздушных сил (ВВС) Вооружённых Сил РККА, принимавшая участие в боевых действиях Великой Отечественной войны.

## Наименования полка
За весь период своего существования полк несколько раз менял своё наименование:
- 630-й истребительный авиационный полк ПВО;
- 147-й гвардейский истребительный авиационный полк ПВО;
- 147-й гвардейский истребительный авиационный полк;
- Полевая почта 49693.

## Создание полка
147-й гвардейский истребительный авиационный полк ПВО образован 9 октября 1943 года путём переименования 630-го истребительного авиационного полка ПВО в гвардейский за образцовое выполнение боевых задач и проявленные при этом мужество и героизм на основании Приказа НКО СССР.

## Расформирование полка
147-й гвардейский истребительный авиационный полк ПВО 15 апреля 1960 года был расформирован вместе со 133-й иад ПВО.

## В действующей армии
В составе действующей армии:
- с 9 октября 1943 года по 1 января 1945 года.

## Командиры полка
- гвардии майор, подполковник Новицкий Пётр Николаевич[3], 09.10.1943 — 31.12.1945

## В составе соединений и объединений
| Период        | Фронт (округ)        | Район                                                                              | Корпус ПВО (Дивизия ПВО)                     | примечание                                           |
| ------------- | -------------------- | ---------------------------------------------------------------------------------- | -------------------------------------------- | ---------------------------------------------------- |
| 09.10.1943 г. | Западный фронт ПВО   | Бологоевский дивизионный район ПВО                                                 | 106-я истребительная авиационная дивизия ПВО | 10 Ла-5, 8 Як-7б и 2 Киттихаук                       |
| 20.10.1943 г. | Западный фронт ПВО   | Бологоевский дивизионный район ПВО                                                 | 106-я истребительная авиационная дивизия ПВО | получил 9 Як-7б и 6 ЛаГГ-3                           |
| 25.10.1943 г. | Западный фронт ПВО   | Бологоевский дивизионный район ПВО                                                 | 106-я истребительная авиационная дивизия ПВО | имел в боевом составе 18 Як-7б, 4 Як-9 и 9 Киттихаук |
| 20.01.1944 г. | Западный фронт ПВО   | Бологоевский дивизионный район ПВО                                                 | 106-я истребительная авиационная дивизия ПВО | Як-7б, Як-9, Киттихаук                               |
| 20.04.1944 г. | Северный фронт ПВО   | 2-й корпус ПВО                                                                     | 106-я истребительная авиационная дивизия ПВО | Як-7б, Як-9, Киттихаук                               |
| 24.12.1944 г. | Северный фронт ПВО   | 4-й корпус ПВО                                                                     | 106-я истребительная авиационная дивизия ПВО | Як-7б, Як-9, Киттихаук                               |
| 09.05.1945 г. | Северный фронт ПВО   | 4-й корпус ПВО                                                                     | 106-я истребительная авиационная дивизия ПВО | Як-7б, Як-9, Киттихаук                               |
| 09.05.1945 г. | Северный фронт ПВО   | 4-й корпус ПВО                                                                     | 106-я истребительная авиационная дивизия ПВО | Як-7б, Як-9, Киттихаук                               |
| 01.07.1946 г. | Московский округ ПВО | 19-я воздушная истребительная армия ПВО                                            | 106-я истребительная авиационная дивизия ПВО | Як-7б, Як-9, Киттихаук                               |
| 01.10.1948 г. | Московский округ ПВО | 33-й истребительный авиационный корпус ПВО                                         | 106-я истребительная авиационная дивизия ПВО | Як-9, Киттихаук                                      |
| 20.02.1949 г. | Московский округ ПВО | 88-й истребительный авиационный корпус ПВО                                         | 106-я истребительная авиационная дивизия ПВО | Як-9                                                 |
| 17.02.1950 г. | Московский округ ПВО | 64-я воздушная истребительная армия ПВО                                            | 56-й истребительный авиационный корпус ПВО   | Як-9                                                 |
| 27.04.1950 г. | Московский округ ПВО | 64-я воздушная истребительная армия ПВО 88-й истребительный авиационный корпус ПВО | 133-я истребительная авиационная дивизия ПВО | МиГ-15                                               |
| 27.04.1950 г. | Война в Корее        | 64-й истребительный авиационный корпус                                             | 133-я истребительная авиационная дивизия ПВО | МиГ-15                                               |
| 13.09.1953 г. | Московский округ ПВО | 88-я воздушная истребительная армия ПВО 56-й истребительный авиационный корпус ПВО | 133-я истребительная авиационная дивизия ПВО | МиГ-15                                               |
| 1955 г.       | Московский округ ПВО | 88-я воздушная истребительная армия ПВО 56-й истребительный авиационный корпус ПВО | 133-я истребительная авиационная дивизия ПВО | МиГ-17                                               |
| 15.04.1960 г. | Московский округ ПВО | 88-я воздушная истребительная армия ПВО 56-й истребительный авиационный корпус ПВО | 133-я истребительная авиационная дивизия ПВО | МиГ-17, расформирован                                |

## Участие в операциях и битвах
Великая Отечественная война (1943—1945):
- ПВО объектов Калининского фронта
- ПВО объектов 2-го Прибалтийского фронта
- ПВО объектов Ленинградского фронта

Война в Корее

## Отличившиеся воины полка
- Афанасьев Владимир Ильич, лётчик полка с января по март 1942 года, удостоен звания Герой Советского Союза 29 марта 1944 года будучи гвардии старшим лейтенантом, заместителем командира эскадрильи 145-го гвардейского истребительного авиационного полка 106-й истребительной авиационной дивизии ПВО Бологоевского дивизионного района ПВО. Золотая Звезда № 3330.
- Верников Яков Ильич, капитан, штурман 147-го гвардейского истребительного авиационного полка 106-й истребительной авиационной дивизии ПВО 2-го корпуса ПВО Северного Фронта ПВО 18 ноября 1944 года удостоен звания Герой Советского Союза. Золотая Звезда № 5294.
- Комаров Виктор Степанович, майор, заместитель командира 630-го истребительного авиационного полка 106-й истребительной авиационной дивизии ПВО Бологоевского дивизионного района ПВО 9 октября 1943 года удостоен звания Герой Советского Союза. Золотая Звезда № 1126.
- Часнык Николай Леонтьевич, лётчик полка с января по март 1942 года, удостоен звания Герой Советского Союза 22 августа 1944 года будучи гвардии старшим лейтенантом, заместителем командира эскадрильи 148-го гвардейского истребительного авиационного полка 148-й истребительной авиационной дивизии ПВО. Золотая Звезда № 8010.

## Статистика боевых действий

### За годы Великой Отечественной войны
Всего за годы Великой Отечественной войны полком:
| Выполнено боевых вылетов | Проведено воздушных боев | Сбито самолётов в воздухе/на аэродромах |
| ------------------------ | ------------------------ | --------------------------------------- |
| 4475                     | 177                      | 108                                     |

Свои потери:
| Потеряно самолётов, всего | Погибло лётчиков всего |
| ------------------------- | ---------------------- |
| 22                        | 10                     |

### За годы Войны в Корее
За Войну в Корее полком
| Сбито самолётов ООН | из них бомбардировщиков | из них истребителей | из них истребителей-бомбардировщиков |
| ------------------- | ----------------------- | ------------------- | ------------------------------------ |
| 14                  | 5                       | 10                  | 3                                    |

Свои потери:
| Потеряно самолётов, всего | Погибло лётчиков всего |
| ------------------------- | ---------------------- |
| 4                         | 4                      |

| МиГ-17 | МиГ-15 | МиГ-17 |

## Базирование
| Период         | Место базирования      |
| -------------- | ---------------------- |
| 10.1944 — 1948 | Рига                   |
| 1948 — 1952    | Дядьково, Ярославль    |
| 1952 — 1952    | Мукден (Шэньян), Китай |
| 1952 — 1953    | Аньдун, Китай          |
| 1953 — 1960    | Дядьково, Ярославль    |